# 学校社会工作
学校社会工作（School social work）是社会工作的一个专门领域，关注学生的心理社会功能，促进和维护他们的健康和幸福，同时帮助学生发挥他们的学习潜能。美国学校社会工作协会将学校社会工作人员定义为“受过心理健康专业培训，可以协助处理心理健康问题、行为问题、积极行为支持、学业和课堂支持等方面问题的人员。“
学校社会工作人员主要针对在校的青少年，帮助他们解决学习、生活、心理、行为等方面的问题，促进他们的健康成长和社会化人格培养。 学校社会工作是教育体系的重要补充。